# 天峨县
天峨县在中国广西壮族自治区西北部、红水河上游，是河池市所辖的一个县，邻接贵州省。县人民政府驻六排镇城東路121號。
总面积为3696平方公里，1935年由南丹、凤山、凌云三县析置。

## 行政区划
辖2个镇、6个乡、1个民族乡：
六排镇、向阳镇、岜暮乡、八腊瑶族乡、纳直乡、更新乡、下老乡、坡结乡和三堡乡。

## 人口
根據第七次人口普查數據，截至2020年11月1日零時，天峨縣常住人口為143155人。

## 交通

### 公路
- 银百高速、 丹峨高速公路、 212国道、 243国道。

## 风景名胜
- 龍灘水電站